# Mieszko III av Polen
Mieszko III Stary ("den gamle"), född omkring 1126, död 1202, var en polsk storhertig, son till Boleslav III och dennes andra hustru Salome av Berg.
Mieszko erhöll 1139, vid den av fadern gjorda riksdelningen, Stor-Polen på sin lott samt blev, efter många stridigheter med bröderna, erkänd som Polens överherre och innehavare av Kraków efter sin bror Boleslav IV (död 1173), men redan 1177 blev han undanträngd av brodern Kasimir II och kom först 1199 åter på tronen. Han efterträddes av sonen Vladislav III.